# Rosiers-de-Juillac
Rosiers-de-Juillac este o comună în departamentul Corrèze din centrul Franței. În 2009 avea o populație de 182 de locuitori.

## Evoluția populației
| An        | 1975 | 1982 | 1990 | 1999 | 2006 | 2009 |
| --------- | ---- | ---- | ---- | ---- | ---- | ---- |
| Populație | 208  | 205  | 200  | 194  | 185  | 182  |